# Sphodromantis baccettii
Sphodromantis baccettii ist eine Fangschrecke aus der Familie der Mantidae. Die anderweitig den anderen Vertretern der Gattung ähnliche Art unterscheidet sich von diesen durch die zwei Flecken auf den Innenseiten der Fangarme.

## Merkmale

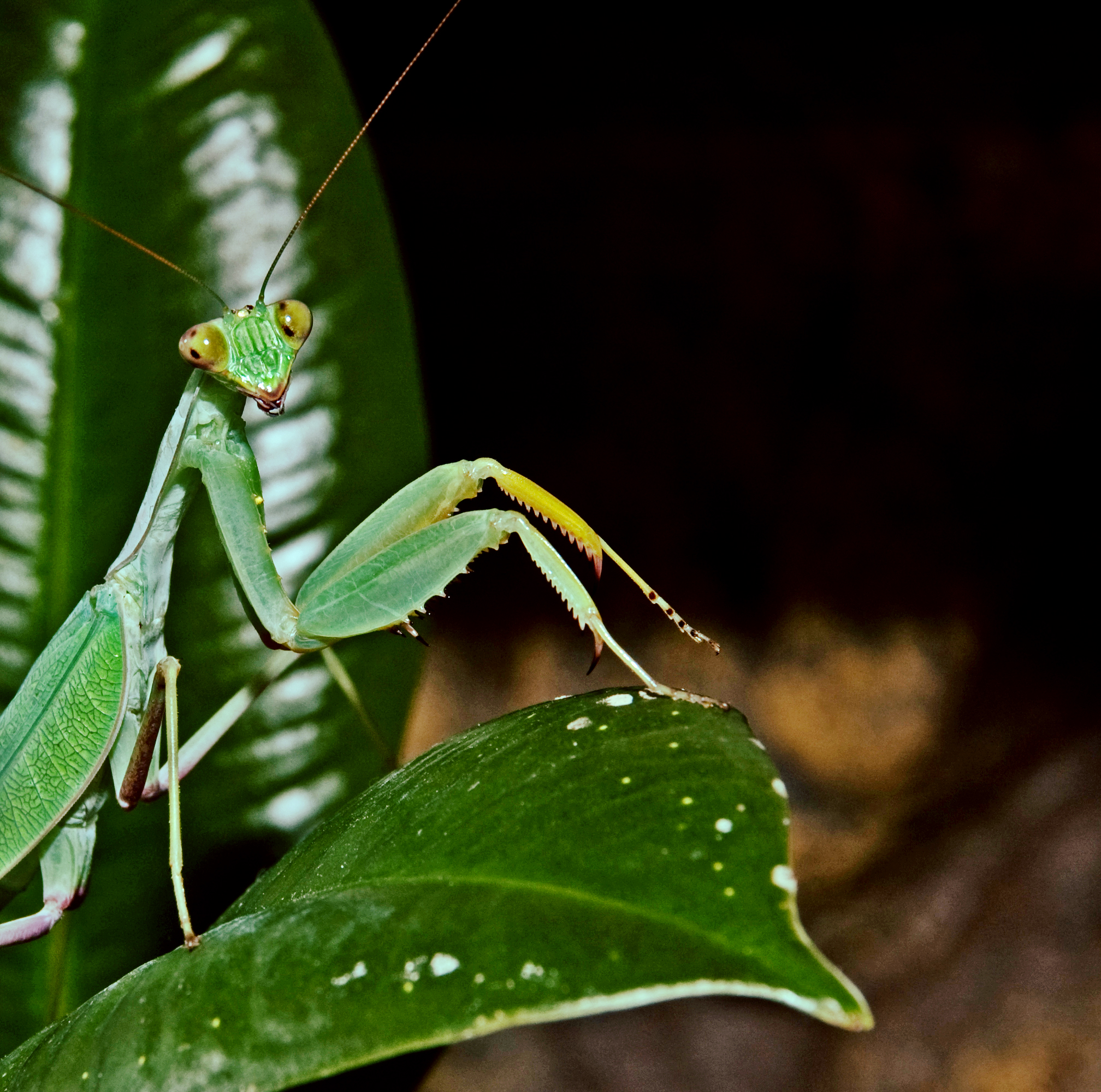
Detail eines Männchens

Weibchen von Sphodromantis baccettii erreichen eine Körperlänge von etwa 80 Millimetern, Männchen eine von ca. 60 bis 70 Millimetern. Der Körperbau gleicht dem anderer Vertreter der Unterfamilie Mantinae, auch sind viele Gemeinsamkeiten mit anderen Arten der Gattung Sphodromantis zu finden. Im Gegensatz zu anderen Arten der Gattung ist die Grundfarbe von Sphodromantis baccettii nahezu immer grün, bzw. schmaragdgrün, nur manchmal treten auch Individuen mit einem leicht gelb-grünlichen Farbton auf. Der für Fangschrecken übliche Sexualdimorphismus äußert sich auch bei dieser Art sowohl durch die unterschiedliche Anzahl an Abdominalsegmenten, die beim Männchen acht und beim Weibchen sechs beträgt, als auch beim Körper- und Flügelbau beider Geschlechter. Die Flügel des schmaler gebauten Männchens überragen das Abdomen deutlich und machen es flugfähig, während die Flügel des Weibchens lediglich bis zur Spitze des Abdomens reichen. Durch die kürzeren Flügel sind die Weibchen praktisch flugunfähig. Wie andere Arten der Gattung verfügt auch Sphodromantis baccettii über kleine gelbe Flecken auf den Hinterflügeln. Eine weitere Gemeinsamkeit ist die gelbe Färbung auf dem Großteil der Innenseite von Tibien und Femura des ersten Beinpaares (Fangbeine), die der Drohgebärde dienen. Allerdings verfügt Sphodromantis baccettii im Gegensatz zu den anderen Arten für diesen Zweck zusätzlich über zwei schwarze Augenflecken auf den Tibien des Fangbeinpaars.

## Ähnliche Arten

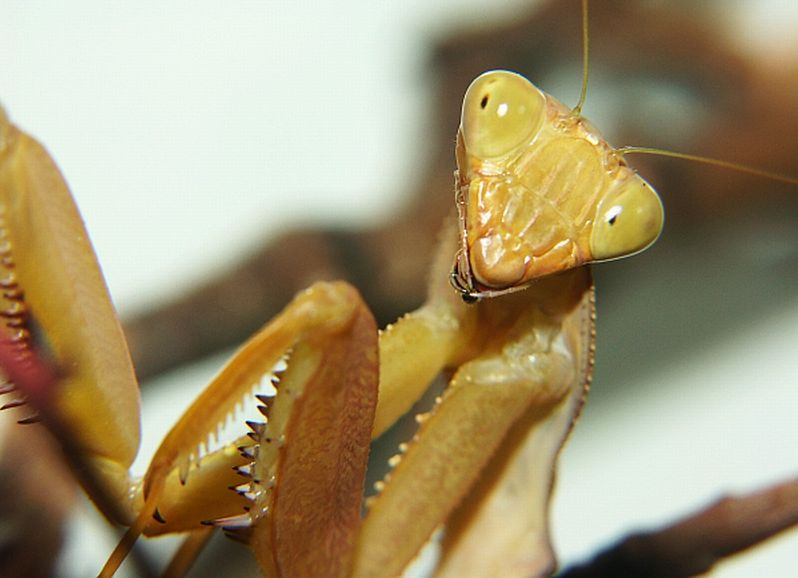
Anderen Arten der Gattung wie die Ghana-Gottesanbeterin (S. lineola) fehlt der schwarze Fleck auf der Innenseite der Fangarme, doch besitzen diese dafür auch braune oder gelbe Farbgebungen.

Sphodromantis baccettii ähnelt hinsichtlich Größe, Farbgebung und Gestalt anderen Arten der Gattung Sphodromantis, besonders der Ghana-Gottesanbeterin (S. lineola). Ein sicheres Unterscheidungsmerkmal ist der schwarze Augenfleck bei Sphodromantis baccettii, der den anderen Arten einschließlich der Ghana-Gottesanbaterin fehlt. Im Gegensatz zu Sphodromantis baccettii können die Schwesterarten auch braune oder gelbe Grundfärbungen besitzen. Weitere ähnliche Arten sind andere nicht näher verwandte Vertreter der Unterfamilie Mantinae, darunter die Indische Riesengottesanbeterin (Hierodula membranacea) oder die Europäische Gottesanbeterin (Mantis religiosa).

## Vorkommen
Sphodromantis baccettii ist in Westafrika verbreitet.

## Lebensweise
Die Lebensweise von Sphodromantis baccettii ist mit der vieler anderer Fangschrecken identisch. Es handelt sich bei dieser Art dementsprechend um einen tagaktiven Lauerjäger, der sich überwiegend regungslos verhält. Wenn mögliche Beutetiere gesichtet werden, schleichen die Fangschrecken sich an und packen diese anschließend mit den bedornten Fangarmen, ehe sie verzehrt werden. Die kräftige Art kann problemlos auch vergleichsweise große Beutetiere erlegen. In das Beuteschema fallen vor allem andere Wirbellose.

### Fortpflanzung
Das Fortpflanzungsverhalten von Sphodromantis baccettii ist, verglichen mit dem anderer Vertreter der Gattung, wenig erforscht. Es scheint dem der anderen Arten aber weitestgehend zu gleichen. Beide Geschlechter erlangen die Geschlechtsreife nach zwei bis vier Wochen nach der Adulthäutung. Die Paarung dauert mehrere Stunden. Der bei Fangschrecken bekannte Kannibalismus während der Paarung kann auch bei Sphodromantis baccettii auftreten. Nach der Paarung legt das Weibchen mehrere vergleichsweise kleine Ootheken ab, aus denen etwa sechs Wochen nach Ablage zwischen 100 und 200 Larven schlüpfen.

## Terraristik
Sphodromantis baccettii zählt wie die anderen Arten der Gattung zu den häufigeren Terrarientieren, was an der vergleichsweise hoch ausfallenden Endgröße und der Pflegeleichtigkeit sowie Robustheit der Arten liegt. Allerdings wird Sphodromantis baccettii verglichen mit den deutlich bekannteren Vertretern der Gattung, darunter der Afrikanischen Riesengottesanbeterin (S. viridis), der Ghana-Gottesanbeterin (S. lineola) oder auch der Afrikanischen Gottesanbeterin (S. gastrica), selten gehalten.